# Бабаназаров, Жавланбек Оскамбекович
Жавланбек Оскамбекович Бабаназаров (род. 12 февраля 2001, Шымкент) — казахстанский футболист, нападающий казахстанского клуба «Академия Онтустик».

## Клубная карьера
Футбольную карьеру начинал в 2018 году в составе клуба «Академия Онтустик» во второй лиге.
Летом 2021 года подписал контракт с казахстанским клубом «Ордабасы». 26 августа 2021 года в матче против клуба «Кызыл-Жар СК» дебютировал в казахстанской Премьер-лиге (0:5), выйдя на замену на 46-й минуте вместо Карама Султанова.

## Клубная статистика
| Игровая карьера | Игровая карьера     | Игровая карьера | Лига | Лига | Кубок | Кубок | Межд. | Межд. | Др. | Др. |
| --------------- | ------------------- | --------------- | ---- | ---- | ----- | ----- | ----- | ----- | --- | --- |
| 2018            | Академия Онтустик   | В               | 3    | 0    | 1     | 0     | —     | —     | —   | —   |
| 2019            | Академия Онтустик   | Б               | 7    | 0    | —     | —     | —     | —     | —   | —   |
| 2019            | Академия Онтустик М | В               | 24   | 9    | —     | —     | —     | —     | —   | —   |
| 2020            | Академия Онтустик   | Б               | 10   | 1    | —     | —     | —     | —     | —   | —   |
| 2021            | Академия Онтустик   | Б               | 13   | 3    | 2     | 0     | —     | —     | —   | —   |
| 2021            | Ордабасы            | А               | 1    | 0    | 2     | 0     | —     | —     | —   | —   |
| 2021            | Ордабасы М          | В               | 3    | 1    | —     | —     | —     | —     | —   | —   |
| 2022            | Академия Онтустик   | Б               | 11   | 0    | 2     | 0     | —     | —     | —   | —   |
| 2023            | Академия Онтустик   | Б               | 18   | 2    | 3     | 2     | —     | —     | —   | —   |